# لیموی پوست‌نازک
لیموی پوست‌نازک  (نام علمی: Citrus depressa) نام یک گونه از سرده مرکبات است.